# Nanjinglele
Nanjinglele (29 de noviembre de 2004) fue la mascota oficial de los Juegos Olímpicos de la Juventud 2014, que se celebró en Nankín en agosto de 2014.